# جووانی آنتونیو اسکپولی
جیووانی آنتونیو اسکپولی (انگلیسی: Giovanni Antonio Scopoli؛ ۳ ژوئن ۱۷۲۳ – ۸ مهٔ ۱۷۸۸) یک دانشمند اهل اتریش بود.جیووانی آنتونیو اسکپولی در سن ۶۴ سالگی درگذشت.